# Zweckverband Verkehrsverbund OWL

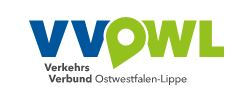
Logo des VVOWL

Der Zweckverband Verkehrsverbund Ostwestfalen-Lippe (VVOWL) mit Sitz in Bielefeld wurde 1995 gegründet. Er ist ein kommunaler Zweckverband, seine Mitglieder sind die Kreise Gütersloh, Herford, Lippe und Minden-Lübbecke sowie die kreisfreie Stadt Bielefeld.
Mit seiner Gründung wurde dem VVOWL im Wesentlichen die Aufgabe übertragen, den Schienenpersonennahverkehr (SPNV) zu organisieren, d. h. zu planen, Leistungen zu bestellen und diese zu finanzieren. Der VVOWL hatte aber bereits seit seiner Gründung weitere Aufgaben, die über die eines klassischen SPNV-Aufgabenträgers hinausgehen: So hatte er in seinem Gebiet auf die Bildung eines Gemeinschaftstarifes, auf ein koordiniertes Angebot im ÖPNV sowie auf einheitliche technische Standards hinzuwirken. Seit seiner Gründung obliegt ihm zudem die Aufgabe, Leitlinien für eine regionale Angebots- und Marketingstrategie zu entwickeln und seine Verbandsmitglieder zu beraten. Seit 1998 übernimmt der VVOWL die verwaltungsseitigen ÖPNV-Aufgaben des Kreises Gütersloh, wobei die politische Zuständigkeit beim Kreis Gütersloh verblieb. Seit 2008 ist der VVOWL neben vier weiteren kommunalen Zweckverbänden Mitglied des Zweckverband Nahverkehr Westfalen-Lippe (NWL), der seitdem die Aufgabenträgerschaft für den SPNV in ganz Westfalen-Lippe innehat. Zwischen 2008 und 2019 hat der VVOWL Teile der verwaltungsseitigen SPNV-Aufgaben für den NWL übernommen. Seit 2020 ist er ein Zweckverband, der sich im Wesentlichen der Wahrnehmung von Aufgaben zur Förderung und Weiterentwicklung des ÖPNV widmet. Gemäß der Satzung ist seit 2020 ein Ziel seiner Tätigkeit, mittels Förderung des ÖPNV die regionale Mobilität zu stärken. Der VVOWL ist bestrebt, auf eine enge Zusammenarbeit mit und zwischen seinen Mitgliedern im Bereich des ÖPNV hinzuwirken.
Der Verbundraum umfasst ca. 4073 km² und rund 1,6 Millionen Einwohner.

## Geschichte
Im März 1995 wurde das erste ÖPNV-Gesetz für NRW verabschiedet und damit die Regionalisierung des ÖPNV in Nordrhein-Westfalen eingeleitet. Daraus resultierend gründeten sich kurze Zeit später landesweit Zweckverbände. Für den Kooperationsraum 6 (umfasst Kreise Gütersloh, Herford, Lippe und Minden-Lübbecke sowie die kreisfreie Stadt Bielefeld) wurde der VVOWL gegründet. Die erste Sitzung der Verbandsversammlung fand im September 1995 statt. In den beiden südlichen Kreisen der Region Ostwestfalen-Lippe Paderborn und Höxter, dem Kooperationsraum 7, entstand nahezu zeitgleich der Nahverkehrsverbund Paderborn-Höxter (nph). Mitte 2000 wurde im VVOWL-Gebiet der Tarifverbund „Der Sechser“ (Bezeichnung in Anlehnung an den Kooperationsraum 6) als kooperative Leistung der kommunalen Aufgabenträger bzw. Verkehrsgesellschaften eingeführt. Parallel dazu gab es in den Kreisen Höxter und Paderborn den Hochstfit-Tarif.
Der VVOWL blieb auch nach Gründung der OWL Verkehr GmbH (Gesellschaft aller Bus- und Eisenbahnunternehmen im Verbandsgebiet des VVOWL) im Jahr 2004 zunächst Zweckverband ausschließlich für den SPNV sowie einiger zusätzlicher Aufgaben im Bereich der Koordinierung im ÖPNV. Mit Gründung des westfalenlippe-weiten Zweckverbandes NWL ging die Zuständigkeit für den SPNV 2008 an den NWL. Als Mitglied des NWL vertritt der VVOWL nach wie vor die Interessen seiner Verbandsmitglieder im NWL.

## Organisation des ÖPNV im VVOWL-Gebiet
Der Öffentliche Personennahverkehr (ohne den Schienenpersonennahverkehr) liegt seit 1996 in der Zuständigkeit der Kreise und kreisfreien Städte. Der Kreis Gütersloh lässt die hiermit anfallenden verwaltungsseitigen Aufgaben seit November 1998 vom VVOWL im Rahmen einer öffentlich-rechtlichen Vereinbarung bearbeiten. Politische Entscheidungen obliegen weiterhin dem Kreis Gütersloh.
Die Kreise Herford und Minden-Lübbecke haben für die operative Wahrnehmung der Aufgaben als Aufgabenträger gemeinsam mit den Kommunen die Minden-Herforder Verkehrsgesellschaft mbH gegründet. Für den Kreis Lippe und die dortigen Kommunen nimmt die Kommunale Verkehrsgesellschaft Lippe (KVG) mbH diese Aufgaben wahr. Bei der Stadt Bielefeld sind Planung und Organisation des straßengebundenen ÖPNV direkt in der Stadtverwaltung beim Amt für Verkehr angesiedelt. Politische Entscheidungen werden jeweils in den Gremien der Kreise Herford, Minden-Lübbecke und Lippe sowie der Stadt Bielefeld getroffen.
Für Verbundplanung, Marketing und Tarifgestaltung wurde 2004 die OWL Verkehr GmbH mit Sitz in Bielefeld gegründet. Sie ist ein Zusammenschluss der Verkehrsunternehmen und Aufgabenträger im Kooperationsraum 6.
Im Gebiet des VVOWL gilt seit August 2017 der Verbundtarif Westfalentarif. Der Gemeinschaftstarif für Westfalen-Lippe löste die bis dahin bestehenden Tarife der fünf Teilräume, u. a. den Tarif „Der Sechser“, ab. Im Verbundgebiet wird auch der landesweite NRW-Tarif anerkannt.

## Wettbewerb
Der VVOWL war bundesweit einer der ersten SPNV-Aufgabenträger, der bei der Vergabe von Verträgen zur Erbringung von SPNV-Leistungen konsequent auf Wettbewerb gesetzt hat. Bereits im Jahr 2000 nahm nach Durchführung des ersten Wettbewerbsverfahrens im VVOWL-Gebiet die Eurobahn als erste nichtbundeseigene Eisenbahn ihren Betrieb auf den Strecken RB 71 „Ravensberger Bahn“ und RB 73 „Der Lipperländer“ auf.
Im Rahmen der Tätigkeiten für den Kreis Gütersloh hat der VVOWL ebenfalls eines der deutschlandweit ersten Wettbewerbsverfahren im Bus-ÖPNV durchgeführt. Damals ging es – anders als später üblich – nicht um Linienbündel, sondern um eine einzelne Buslinie. Nach Durchführung eines entsprechenden Wettbewerbsverfahren ging im Jahr 2000 – also lange bevor es mit der europaweiten Regelung der VO (EG) 1370/2007 ein klares Regelwerk für den Wettbewerb um ÖPNV-Verkehrsleistungen gab – der bisherige Betreiber Stadtwerke Gütersloh GmbH als Gewinner hervor.

## Verkehrsunternehmen im VVOWL

### Schienenverkehr
Im VVOWL-Gebiet sind im schienengebundenen Personennahverkehr im Jahr 2022 folgende Eisenbahnverkehrsunternehmen unterwegs:
- National Express
- Eurobahn
- NordWestBahn
- WestfalenBahn
- Transdev Hannover GmbH
- Regionalverkehre Start Deutschland GmbH

Die DB Regio AG, die mit Gründung des VVOWL noch 100 % der SPNV-Leistungen erbracht hatte, ist im VVOWL-Raum aktuell nicht mehr im SPNV tätig.

### Busunternehmen im Kreis Gütersloh
- go.on Gesellschaft für Bus- und Schienenverkehr mbH mit 26 Gesellschaftern.
- Transdev Ostwestfalen GmbH, Rheda-Wiedenbrück
- Transdev Service West GmbH, Rheda-Wiedenbrück
- moBiel GmbH
- Stadtwerke Gütersloh GmbH (SWG) (Stadtbus Gütersloh)